# جانی هاید
جانی هاید (به انگلیسی: Johnny Hyde، ۲۳ آوریل ۱۸۹۵ – ۱۸ دسامبر ۱۹۵۰) یک عامل استعدادیابی آمریکایی بود که حرفهٔ مریلین مونرو را توسعه داد.